# Siegfried Flügge
Pour les articles homonymes, voir Flügge.
Siegfried Flügge (16 mars 1912 à Dresde, Allemagne - 15 décembre 1997 à Hinterzarten, Allemagne) est un physicien théoricien allemand spécialiste de physique nucléaire. Après l'obtention de son doctorat, il travaille au Kaiser-Wilhelm Institut für Chemie puis participe aux recherches atomiques sous le régime nazi. De 1956 à 1984, il est éditeur du Handbuch der Physik, une encyclopédie de plus de 50 volumes.

## Biographie
Siegfried Flügge, frère de Wilhelm Flügge, est né le 16 mars 1912 à Dresde en Allemagne. De 1929 à 1933, il étudie la physique à l'École polytechnique de Dresde (qui deviendra l'université technique de Dresde en 1961). En 1933, à l'université de Göttingen, il obtient son Ph.D. sous la supervision de Max Born,.
De 1933 à 1935, il est enseignant adjoint à l'université Johann Wolfgang Goethe de Francfort-sur-le-Main. De 1936 à 1937, il est enseignant adjoint de Werner Heisenberg à l'université de Leipzig. De 1937 à 1942, il succède à Max Delbrück comme assistant d'Otto Hahn au Kaiser-Wilhelm Institut für Chemie (KWIC, qui sera réorganisé et renommé le Max-Planck-Institut für Chemie - Otto-Hahn-Institut après la Seconde Guerre mondiale) à Berlin-Dahlem. En 1938, Flügge obtient son habilitation universitaire à l'École polytechnique de Munich (aujourd'hui l'université technique de Munich).
En décembre 1938, les chimistes allemands Otto Hahn et Fritz Strassmann envoient un article à Naturwissenschaften dans lequel ils affirment avoir créé l'élément chimique baryum après avoir bombardé de l'uranium avec des neutrons. En même temps, ils transmettent leurs résultats à Lise Meitner, qui a quitté l'Allemagne en juillet de la même année pour s'établir en Suède. Meitner et son neveu Otto Frisch concluent, de façon exacte, qu'il s'agit d'une fission nucléaire. Flügge et Gottfried von Droste (en), un assistant de Meitner, prédisent de leur côté qu'une grande quantité d'énergie est libérée pendant la fission.
En 1939, Flügge publie deux articles sur l'exploitation de l'énergie nucléaire,. Il participe ensuite aux recherches atomiques sous le régime nazi, dont les collaborateurs sont collectivement appelés « Uranverein », c'est-à-dire le « Club de l'uranium ». Parmi ses collègues se trouvent Carl Friedrich von Weizsäcker et Fritz Houtermans qui travaillent aux aspects théoriques de l’Uranmaschine (« machine à l'uranium », c'est-à-dire réacteur nucléaire). Flügge prolonge aussi la théorie sur la fission nucléaire de Niels Bohr et John Wheeler qu'ils ont publié en 1939 (dans l'article Mechanism of nuclear fission).
Les articles de Flügge incitent les responsables scientifiques du Troisième Reich à exploiter l'énergie nucléaire : par exemple, la société Auergesellschaft détient de grandes quantités de détritus radioactifs desquels elle a extrait du radium. Après avoir lu l'un des articles de Flügge sur l'usage de l'uranium, Nikolaus Riehl, directeur scientifique d'Auergesellschaft, perçoit une occasion d'affaires. En juin 1939, il se rend aux bureaux de la Heereswaffenamt pour discuter de la production d'uranium, ce qui intéresse la Heer,.
En 1940, à la suggestion de Rudolf Tomaschek (en) et malgré l'opposition de Wilhelm Müller, Flügge enseigne la physique théorique à l'Université technique de Munich pendant le semestre d'hiver. À partir de 1941, il est chargé de cours à la Friedrich-Wilhelms-Universität (aujourd'hui l'université Humboldt de Berlin).
En 1944, Flügge est professeur ordinaire à l'université de Königsberg. De 1945 à 1947, il obtient un poste à l'université de Göttingen. De 1947 à 1949, il occupe un poste à l'université de Marbourg. De 1949 à 1950, il est professeur invité à l'université du Wisconsin à Madison et, en 1953, au Carnegie Institute of Technology. Par la suite, il travaille à l'université de Fribourg.
De 1956 à 1984, Flügge est l'éditeur du Handbuch der Physik (Encyclopédie de physique) de plus de 50 volumes publié par Springer-Verlag.

## Publications
Les listes de rapports confidentiels, d'articles ou d'ouvrages, incomplètes, établies ci-dessous illustrent quelques-unes des publications dont Siegfried Flügge est l'auteur ou le coauteur.

### Rapports confidentiels
Les rapports qui suivent ont été publiés dans Kernphysikalische Forschungsberichte (Rapports de recherche sur la physique nucléaire), une publication confidentielle d’Uranverein. La diffusion de tous les rapports était sévèrement contrôlée et les auteurs ne pouvaient conserver de copies personnelles. Ils furent saisis après la seconde Guerre mondiale sur la recommandation de l'opération Alsos et expédiés à la Commission de l'énergie atomique des États-Unis pour analyse. En 1971, ils furent déclassifiés et remis à l'Allemagne. Les rapports sont archivés au Forschungszentrum Karlsruhe et à l’American Institute of Physics,.
- (de) Siegfried Flügge, Zur spontanene Spaltung von Uran und seinen nachbarelementen, G-140, 27 janvier 1942
- (de) Kurt Sauerwein et Siegfried Flügge, Untersuchungen I und II über den Resonanzeinfang von Neutronen beim Uran, G-185, 28 janvier 1942

### Articles
- (de) Siegfried Flügge, « Kann der Energieinhalt der Atomkerne technisch nutzbar gemacht werden? », Die Naturwissenschaften, vol. 27, nos 23/24,‎ 1939a, p. 402-410
- (de) Siegfried Flügge, « Die Ausnutzung der Atomenergie. Vom Laboratoriumsversuch zur Uranmaschine – Forschungsergebnisse in Dahlem », Deutsche Allgemeine Zeitung, no 387, Supplement,‎ 1939b
  - Traduction en anglais : (en) « Document #74 Siegfried Flügge: Exploiting Atomic Energy. From the Laboratory Experiment to the Uranium Machine - Research Results in Dahlem [15 août 1939] », dans Klaus Hentschel et Ann M. Hentschel, Physics and National Socialism: An Anthology of Primary Sources, Birkhäuser, 1996 (ISBN 978-3034802024), p. 197-206 Cette traduction est la plus courante dans le monde anglo-saxon.
- (de) Siegfried Flügge et Gottfried von Droste, « Energetische Betrachtungen zu der Entstehung von Barium bei der Neutronenbestrahlung von Uran », Zeitschrift für Physikalische Chemie B, vol. 4,‎ 1939, p. 274-280

### Livres
- (de) Erwin Madelung, Karl Böhle et Siegfried Flügge, Mathematischen Hilfsmittel des Physikers (Mathematical Tools for the Physicist), Dritte vermehrte und verbesserte Auflage, Dover, 1943
- (en) Walther Bothe et Siegfried Flügge, Nuclear Physics and Cosmic Rays : FIAT Review of German Science 1939-1946. Volume 1, Office of Military Government for Germany, 1948, 230 p.
- (en) Walther Bothe et Siegfried Flügge, Nuclear Physics and Cosmic Rays : FIAT Review of German Science 1939-1946. Volume 2, Office of Military Government for Germany, 1948, 198 p.
- (de) Siegfried Flügge, Theoretische Optik. Die Entwicklung einer physikalischen Theorie, Wolfenbüttler Verlagsanstalt, 1948
- (de) Siegfried Flügge, Bücher der Mathematik und Naturwissenschaften, Wolfenbutteler-Verlags-Anstalt, 1948
- (de) Siegfried Flügge et Hans Marschall, Rechenmethoden Der Quantentheorie, Springer Verlag, 1952
- (de) Siegfried Flügge et Hans Marschall, Rechenmethoden der Quantentheorie. Dargestellt in Aufgaben und Lösungen. Erster Teil : Elementare Quantenmechanik., Springer-Verlag, 1952
- (de) Siegfried Flügge, Handbuch der Physik. Bd. 7. 1. Kristallphysik 1, Springer Verlag, 1955
- (de) Siegfried Flügge, Lehrbuch der Theoretischen Physik (in 5 Bänden). Band 1 : Einführung : Elementare Mechanik und Kontinuumsphysik., Springer, 1961
- (de) Siegfried Flügge, Lehrbuch der Theoretischen Physik. Bd. III : Klassische Physik II. Das Maxwellsche Feld. Bln., Spinger, 1961
- (de) Siegfried Flügge, Lehrbuch der Theoretischen Physik (in 5 Bänden). Band 4 : Quantentheorie I., Springer, 1964
- (de) Siegfried Flügge, Rechenmethoden der Quantentheorie;Elementare Quantenmechanik : Dargestellt in Aufgaben und Lösungen, Springer Verlag, 1965
- (de) Siegfried Flügge, Lehrbuch der Theoretischen Physik Band II : Klassische Physik I Mechanik Der Geordneten und Ungeordneten Bewegungen, Springer, 1967
- (de) Siegfried Flügge, Wege und Ziele der modernen Physik, Fribourg, Schulz, 1969
- (en) Siegfried Flügge, Practical Quantum Mechanics : Volume 1, Springer, 1971
- (en) Siegfried Flügge, Practical Quantum Mechanics : Volume 2, Springer, 1971
- (de) Siegfried Flügge, Wege und Ziele der Physik, Springer-Verlag, 1974
- (en) Siegfried Flügge, Practical Quantum Mechanics, Springer, 1998